# Быстра-Сидзина (гмина)
Быстра-Сидзина (пол. Bystra-Sidzina) — сельская гмина (волость) в Польше, входит как административная единица в Сухский повет, Малопольское воеводство. Население — 6372 человека (на 2004 год).

## Демография
| Перепись                       | Всего   | Всего | Женщины | Женщины | Мужчины | Мужчины |
| ------------------------------ | ------- | ----- | ------- | ------- | ------- | ------- |
| Единицы                        | человек | %     | человек | %       | человек | %       |
| Население                      | 6372    | 100   | 3116    | 48,9    | 3256    | 51,1    |
| Плотность населения (чел./км²) | 79,2    | 79,2  | 38,7    | 38,7    | 40,5    | 40,5    |

## Соседние гмины

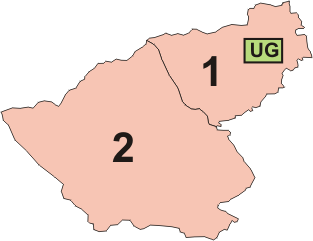
Гмина Быстра-Сидзина

1. Гмина Йорданув
2. Йорданув
3. Гмина Яблонка
4. Гмина Макув-Подхаляньски
5. Гмина Спытковице
6. Гмина Завоя